# Gräberfeld von Boilstädt
Koordinaten: 50° 55′ 45,1″ N, 10° 40′ 10,2″ O
Das altthüringisch-fränkische Gräberfeld von Boilstädt aus der Merowingerzeit (um 600 n. Chr.) ist eine frühmittelalterliche 'Adel's-Nekropole in der Nähe von Boilstädt in Thüringen. Das Gräberfeld wurde in den Jahren 2012 bis 2013 vom Thüringischen Landesamt für Denkmalpflege und Archäologie (TLDA) untersucht.
Das Zentrum des Adelsfriedhofs bildet das durch seine Grabbeigaben herausragende Elitegrab des Angehörigen einer thüringisch-fränkischen Krieger-Elite des 6. Jahrhunderts im austrasischen Thüringen.

## Datierung
Das Gräberfeld datiert nach den bisherigen Grabungsergebnissen vom späten 6. Jahrhundert bis in die Mitte des 7. Jahrhunderts n. Chr. Die vollständige Erfassung des Gräberfeldes und sichere Datierung des Belegungszeitraums steht noch aus.
Die Datierung des Gräberfeldes erfolgte aufgrund der charakteristischen Waffenausstattung und der Grabbeigaben (westgotische Goldmünze). Der Befund 96 ("Herr von Boilstädt") wurde auf einen Zeitraum zwischen 570 und 610 n. Chr. datiert, der Befund 131 auf einen Zeitraum zwischen 630 und 650 n. Chr.
Es wird daher angenommen, dass zwischen den Bestattungen die Zeitspanne einer Generation lag.

## Ausdehnung
Um die genaue Ausdehnung des Gräberfeldes zu ermitteln, wurde im Sommer 2016 mit einem Magnetometer die Umgebung der bisherigen Fundstellen untersucht. Die Ergebnisse weisen auf weitere Bestattungen nördlich der bisherigen Fundstelle hin. Das Areal wurde als Bodendenkmal eingetragen und unter Schutz gestellt.

## Allgemeine Fundbeschreibung
Das Gräberfeld wurde im Jahr 2012 bei Straßenbauarbeiten an der neuen Umgehungsstraße zwischen Gotha-Sundhausen und Gotha-Boilstädt entdeckt. Von August 2012 bis November 2013 Ausgrabungen erfolgte eine teilweise Ausgrabung durch das Thüringische Landesamt für Denkmalpflege und Archäologie.
Aus der Merowingerzeit wurden 51 Körpergräber gefunden: davon waren 16 Gräber Kinder-, 15 Gräber Männer- und 20 Gräber Frauenbestattungen. Die Untersuchung der Befunde ergab keine Hinweise auf kriegerische Auseinandersetzungen. Das durchschnittliche Sterbealter der Bestatteten lag bei 40 Jahren.
Die wichtigsten Befunde („Befund 96“ und „Befund 131“) bildeten zwei Kriegerbestattungen mit reichen Grabbeigaben. Die Gräber waren vollständig erhalten bzw. nicht beraubt worden. Beide datieren in die Zeit zwischen 570 und 650 n. Chr. Damit bieten sie den Archäologen die seltene Chance der Erforschung ungestörter Gräber im merowingerzeitlichen Mitteldeutschland.
Während die meisten Befunde vor Ort gesichert wurden, entschied sich das TLDA bei diesen beiden Befunden zu einer Blockbergung. Im Oktober 2013 erfolgte die Bergung und der Transport in eine Außenstelle des TLDA in Weimar-Ehringsdorf. Hier ließen sich die Befunde unter Laborbedingungen bergen und konservieren. „Der Befund 96“ – „Herr von Boilstädt“ – erwies sich als ein Befund von überregionaler Bedeutung.

## Herr von Boilstädt (Befund 96)

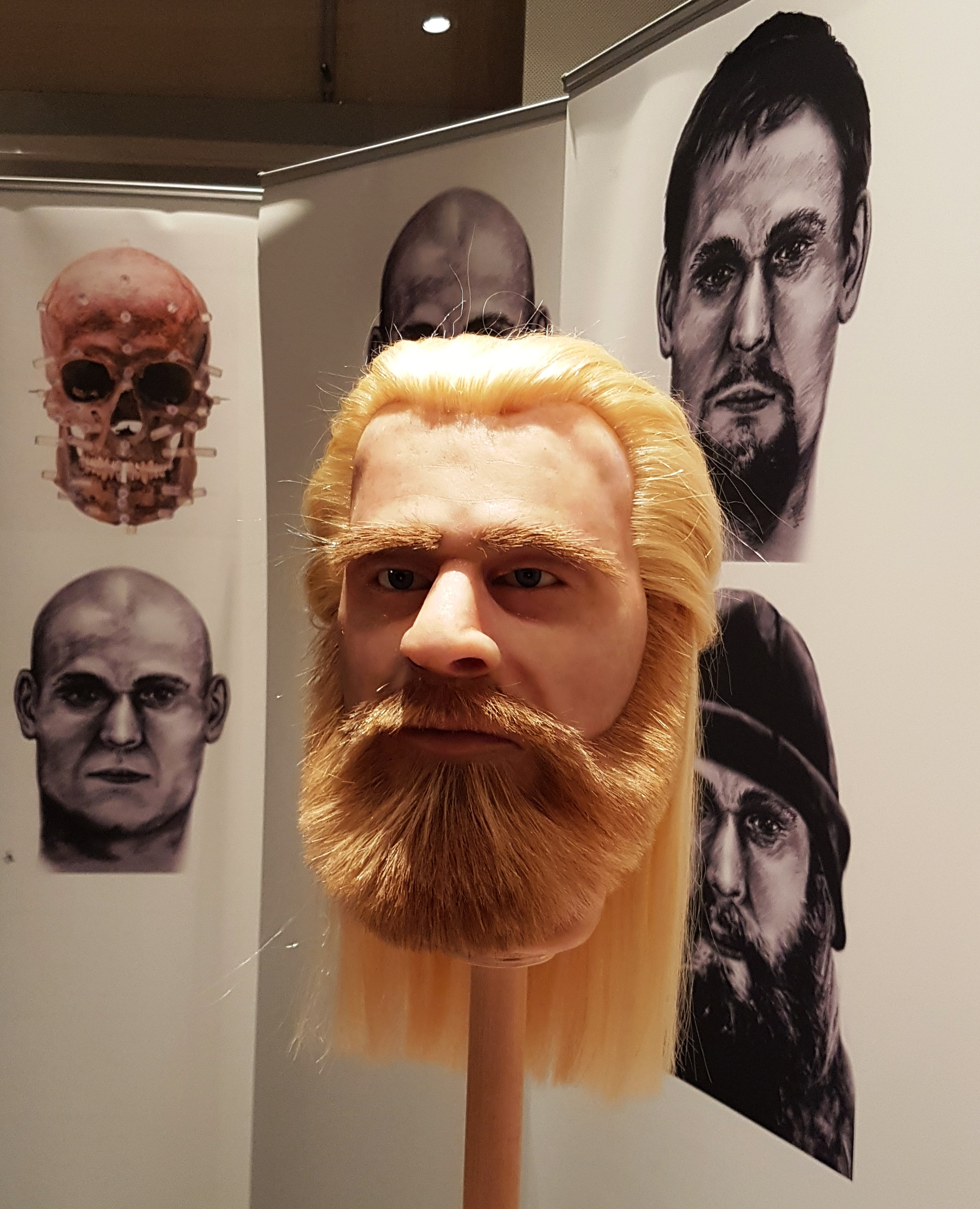
Plastische und zeichnerische Rekonstruktion, Befund 96, "Herr von Boilstädt", datiert etwa 570 bis 610 n. Chr.

Der „Herr von Boilstädt“ benannten die Archäologen die Fundstätte wegen der Nähe zu Boilstädt trotz ihrer Lage in der heutigen Gemarkung Sundhausen.
Die hölzerne Grabkammer wies eine Größe von 1,5 Meter mal 2,8 Meter auf und lag 2,3 Meter tief unter der Oberfläche. Die Ausgrabung erwies, dass die Grabkammer ursprünglich von einem Grabhügel mit etwa acht Meter Durchmesser überhügelt gewesen war. Unmittelbar in der Nähe wurden ein Pferdeskelett und die Überreste eines Hundes gefunden.
Zu den bedeutendsten Beigaben gehören eine byzantinische Lampe mit christlicher Symbolik und eine westgotische Goldmünze (Tremissis). In dieser Kombination sind die Funde in Deutschland einzigartig.
Mitarbeiter der Universitätsmedizin Göttingen nahmen eine plastische Gesichtsrekonstruktion vor. Die Gestaltung der Haar- und Barttracht erfolgte auf der Grundlage von Münzfunden aus der damaligen Zeit.

## Elitegrab (Befund 131)
Beim zweiten Kriegergrab handelt es sich um einen Krieger, der mit seinen reichhaltigen Grabbeigaben wahrscheinlich in der ersten Hälfte des 7. Jahrhunderts begraben wurde. Die hölzerne Grabkammer wies einen etwas geringeren Umfang auf und lag nur einen Meter unter der Oberfläche. Eine Überhügelung ist bisher nicht nachweisbar.
Besonders erwähnenswert ist bei diesem Befund eine silbertauschierte Gürtelgarnitur, die Parallelen zu einem Pferdegeschirr aus Niederstotzingen aufweist. Es ist wahrscheinlich ein Stück aus dem frühen 7. Jahrhundert aus dem langobardischen Italien.
Judith Blödorn: Das Körpergräberfeld von Kleinjena. Studien zur frühen und späten Karolingerzeit in Mitteldeutschland.

## Einordnung der Funde
Die Befunde aus Boilstädt gehören in die Zeit nach der Zerschlagung des Thüringer Königreiches. In einer Schlacht an der Unstrut wurden die Thüringer unter König Herminafried von den merowingischen Franken besiegt und das Königshaus der Thüringer aufgerieben. Dessen Angehörige wurden von den Siegern entweder ermordet, verschleppt oder vertrieben. König Herminafried wurde im Jahr 534 ermordet, Radegunde und ihr Bruder, im Jahr 531 beide noch Kinder, wurden ins Frankenreich verschleppt.
Amalaberga floh mit ihrem Sohn Amalafrid und ihrer Tochter nach Ravenna. Von dort wurden sie und ihre Kinder im Jahr 540 nach Konstantinopel vertrieben.
Die Franken versuchten die Thüringer in ihr Gefolgschaftssystem zu integrieren. Chlothar zwang die erwachsene Radegunde im Jahr 540 zur Heirat mit ihm, um sich seinen Anteil am Reich der Thüringer zu sichern.
Andererseits gab es bis in die Karolingerzeit Selbständigkeitsbestrebungen der Thüringer Oberschicht. Im Jahr 786 kam es unter Hardrad zum Aufstand der Thüringer gegen Karl den Großen.
Die Ausstattung des ''Herrn von Boilstädt'' weist ihn als einen Angehörigen der altthüringischen Elite aus. Einzelne Fundstücke belegen, dass Kontakte der Thüringer im 6. Jahrhundert sowohl zu Ostrom als auch zu Westrom bestanden. Herausragende Funde aus Boilstädt wie die byzantinische Öllampe und die westgotische Goldmünze zeugen somit von der fortgesetzten Selbstständigkeit der Thüringer unter den Franken.

## Ausstellung im Museum
Die Boilstädter Funde wurden vom 21. September 2018 bis 6. Januar 2019 im Martin-Gropius-Bau in Berlin in der Ausstellung Bewegte Zeiten. Archäologie in Deutschland gezeigt.
Im Anschluss daran wurden die Befunde aus dem Boilstädter Gräberfeld zusammen mit den Gesichtsrekonstruktionen zum "Herrn von Boilstädt" in die Dauerausstellung des Museums für Ur- und Frühgeschichte Weimar aufgenommen.

## Galerie

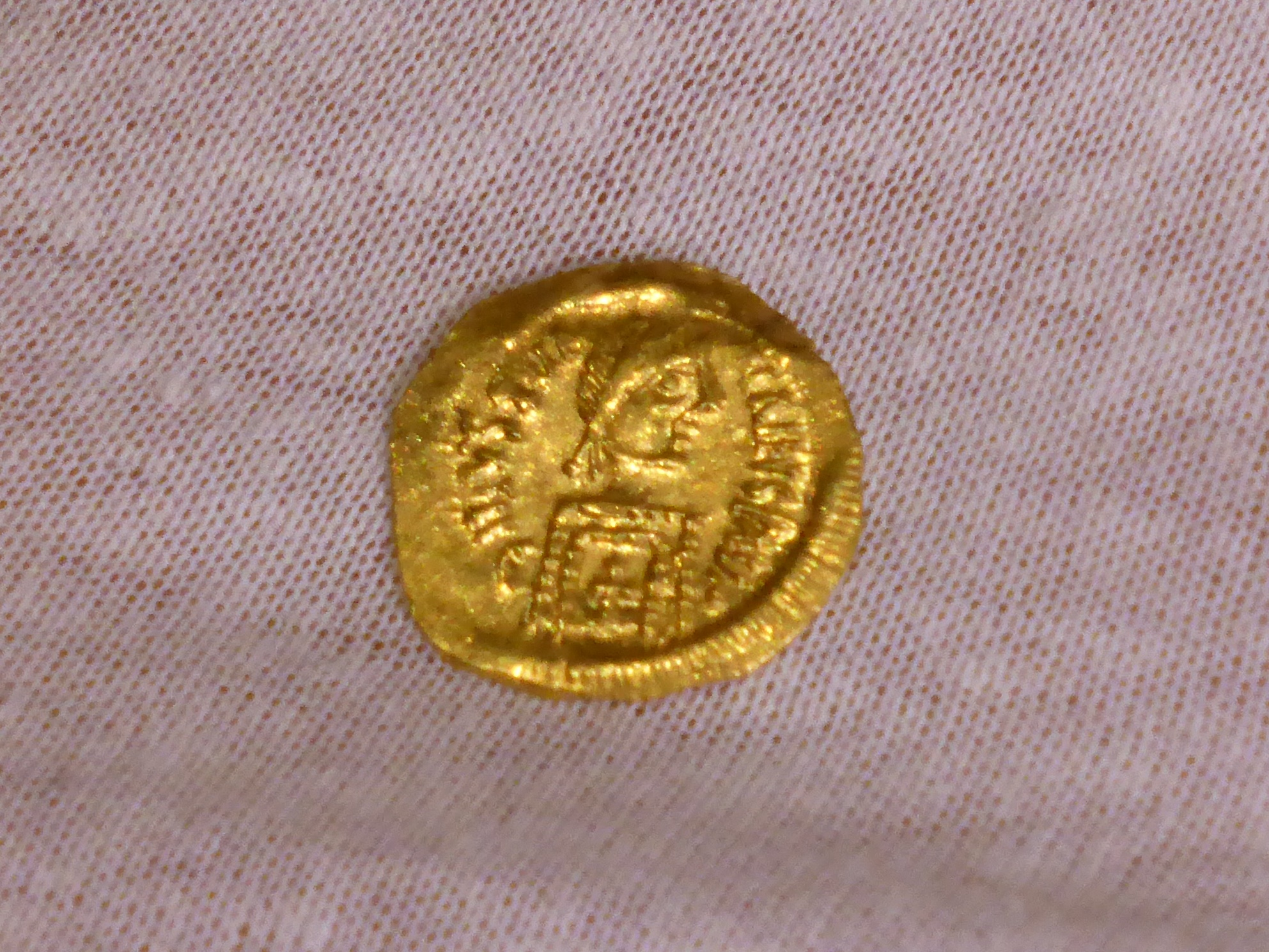
Die Goldmünze, ein Tremissis, befand sich als „Charonspfennig“ im Mundraum des Toten
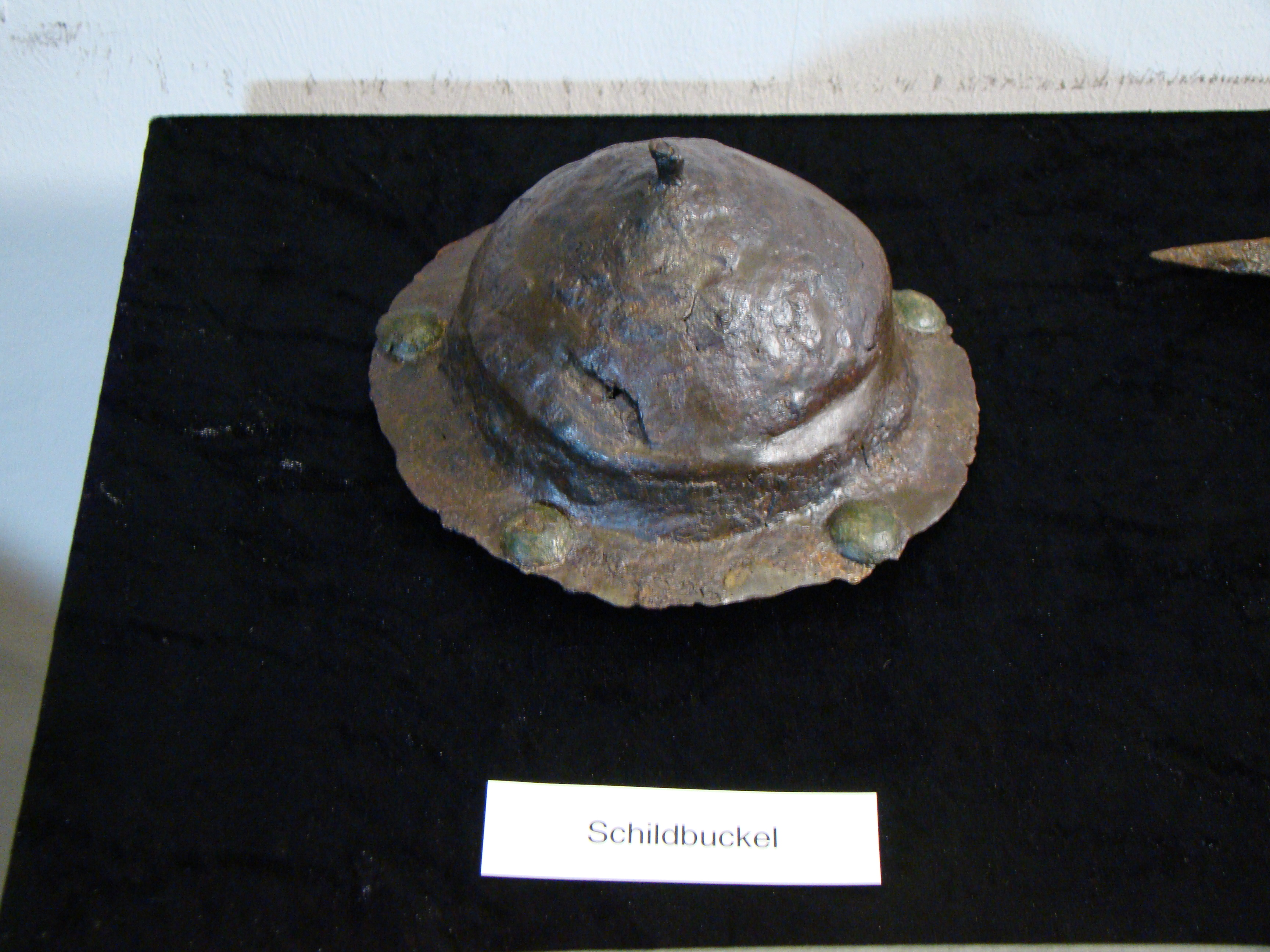
Schildbuckel
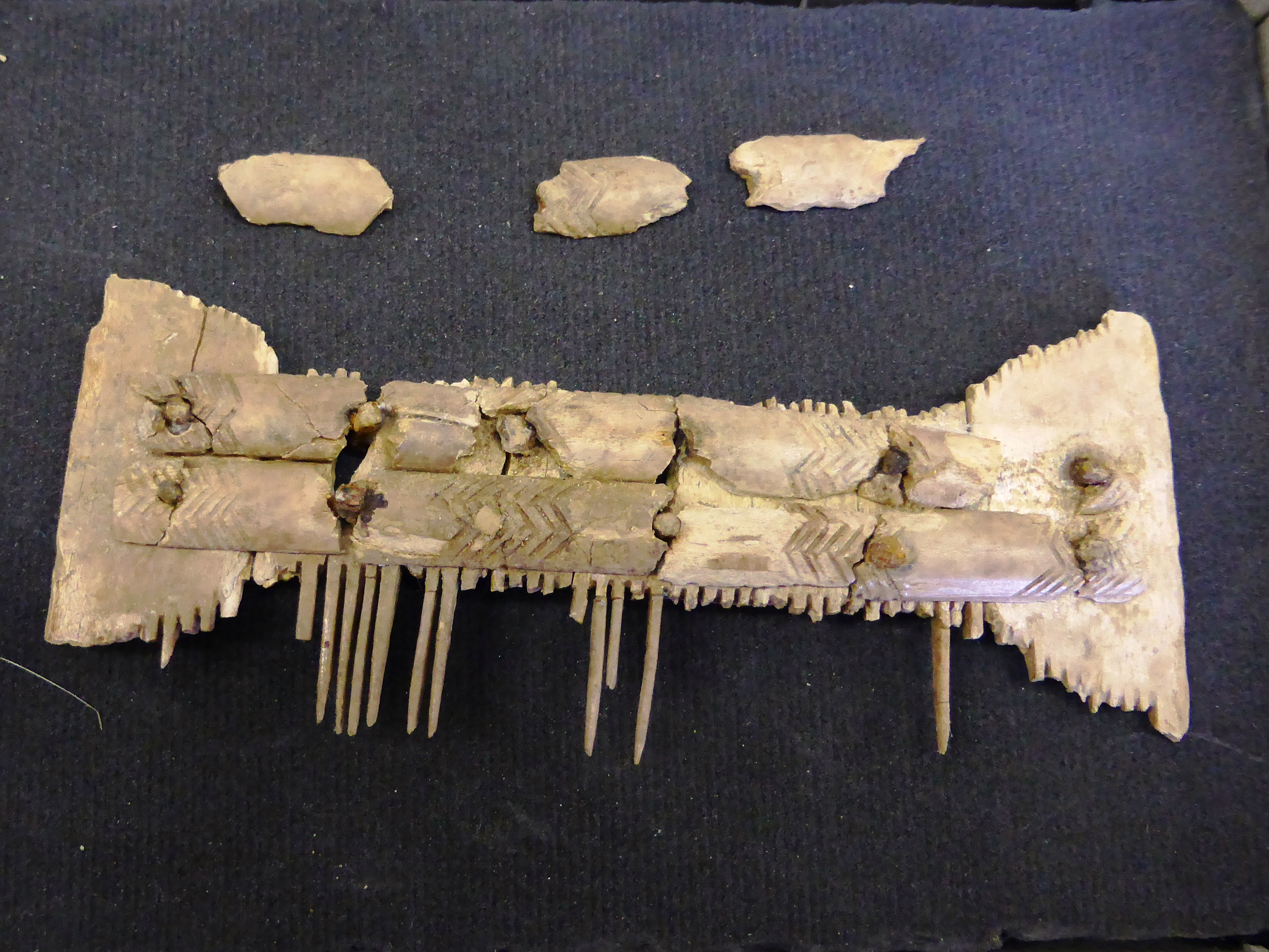
Kamm
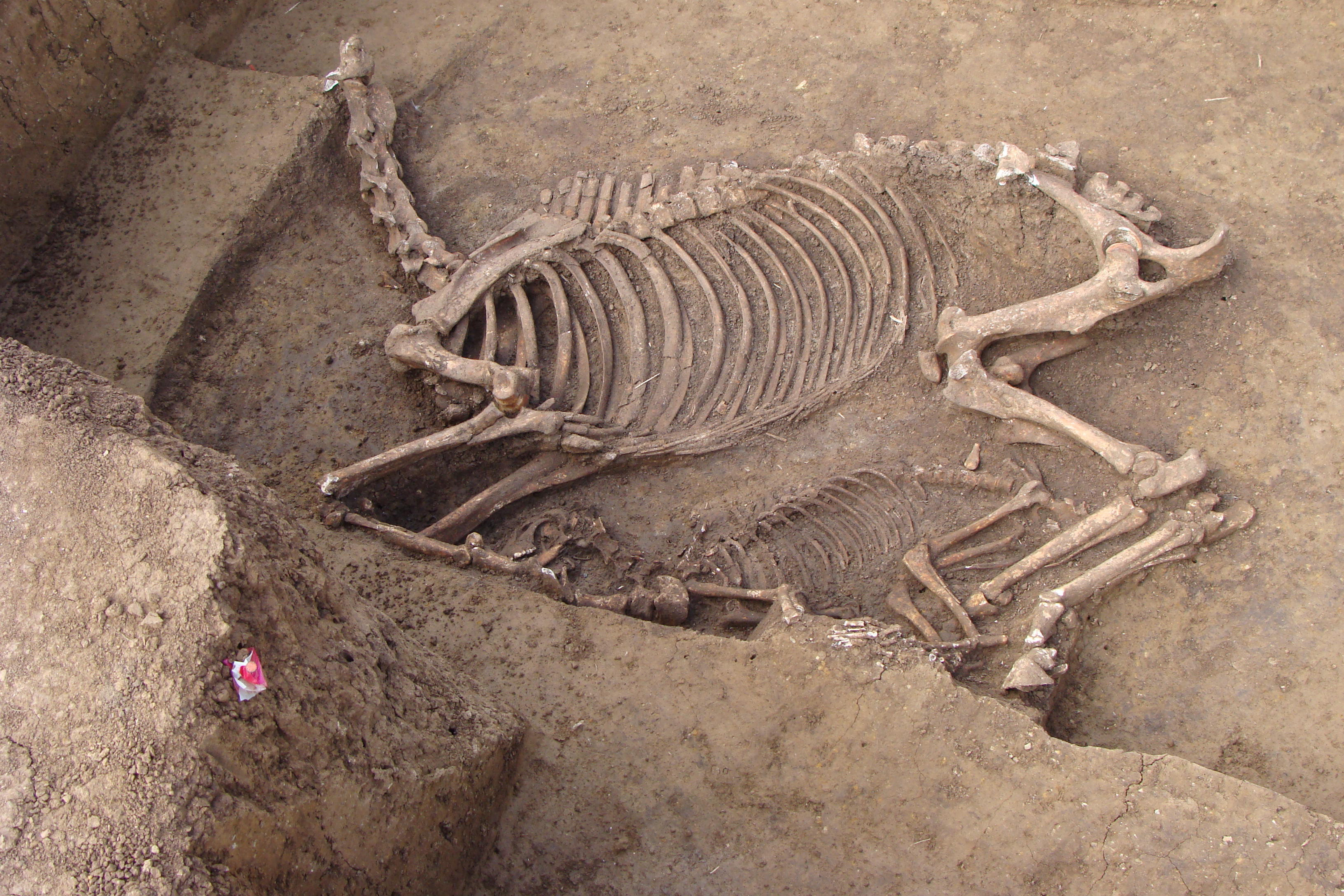
Enthauptetes Pferd mit Hund